# Rani Chandra
Rani Chandra es un personaje de ficción interpretado por la actriz Anjli Mohindra en la serie británica The Sarah Jane Adventures un spin-off de la longeva serie de ciencia ficción Doctor Who. Se convierte en un personaje regular en el show, después de que la actriz Yasmin Paige abandonará la serie para completar sus estudios y dejará su papel regular de Maria Jackson.

## Concepción
Rani se introdujo en The Sarah Jane Adventures como un reemplazo para el personaje de Maria Jackson interpretado por Yasmin Paige. Paige dejó la serie como regular debido a su deseo de completar sus estudios, por lo tanto, se creó el argumento de que Maria se trasladó a los Estados Unidos con su papá.
Comparte su nombre con la maligna Rani, una Señora del Tiempo renegada y villana recurrente en Doctor Who. Russell T Davies dio a entender a los lectores de la Doctor Who Magazine, que Rani "no es La Rani" y que tampoco es malvada.

## Introducción
Rani aparece por primera vez en el segundo episodio de la segunda temporada, en sustitución del personaje de Maria Jackson. En el episodio El Día del Payaso, Rani y sus padres se trasladan a la antigua casa de los Jackson, justo enfrente de la casa dónde viven Sarah Jane Smith (Elisabeth Sladen) y Luke Smith (Tommy Knight), en Ealing, Londres. Su padre se convierte en el nuevo director de la escuela donde ella, Luke y su mejor amigo Clyde (Daniel Anthony) son alumnos; y su madre es dueña de una tienda de flores. Aspirante a periodista, Rani no tardá en unirse a la pandilla de investigación de Sarah Jane.
Inquisitiva, inteligente y atrevida, Rani idolatra a Sarah Jane y, a cambio, Sarah Jane se la lleva alegremente en sus investigaciones. Rani disfruta de la compañía de Luke, ya que ambos son muy brillantes y poseen sed de aprendizaje, sin embargo, no disfruta de la misma relación con Clyde, al que ella considera demasiado bromista.

## Caracterización
En una entrevista para SFX, Mohindra diferencia su personaje del de Maria, afirmando que Rani y Maria son sólo similares en que ambas son niñas, viven en la misma casa y que en términos de personalidad poseen un carácter fuerte, aunque indica que Rani es mucho menos sentimental que Maria.
Describe la relación entre Rani y Sarah Jane como "muy diferente" a la existente entre Sarah Jane y Maria. Mohindra señala que Rani es mucho más que una aprendiz para Sarah Jane, aunque al principio Sarah Jane se negaba a aceptar a Rani como sustituta de Maria.